# (32497) 2000 XF18
2000 XF18 (asteroide 32497) é um asteroide da cintura principal. Possui uma excentricidade de 0.17799720 e uma inclinação de 13.08100º.
Este asteroide foi descoberto no dia 4 de dezembro de 2000 por LINEAR em Socorro.